# Histoire & Collections
 (août 2017).
 (juillet 2024).
Histoire & Collections  est une maison d'édition française spécialisée dans la Seconde Guerre mondiale, les forces armées contemporaines, le maquettiste militaire, les véhicules de collection civils utilitaires ou non, l'aviation civile et militaire, l'armement et les techniques de combats et depuis peu dans les arts graphiques.
Créée en 1984 autour de François Vauvillier pour la création d'une revue traitant de la Seconde guerre mondiale, Militaria Magazine, cette maison d'édition sortira régulièrement de nouveaux titres de magazines, ainsi que des livres traitant des mêmes sujets.
La société éponyme (SIREN 330-336-041), dirigée par François Vauvillier a été créée le 7 août 1984.
Elle a obtenu le 16 décembre 2014 le bénéfice d'une procédure de sauvegarde, convertie en liquidation judiciaire le 12 avril 2016.
Les actifs et le fonds de commerce ont été repris à la barre du tribunal le 5 juillet 2016 par Sophia Communication, holding détenue à titre personnel par Gilles Gramat, par ailleurs associé-fondateur du fonds d’investissement Pragma Capital, Thierry Verret, dirigeant de la holding Babylone Groupe et Robert Zolade, Président d’honneur du groupe Elior.
Baptisée Sophia Histoire & Collections, la  nouvelle structure a repris la majeure partie de l’équipe rédactionnelle d’H&C pour constituer un ensemble (livres et magazines) avec Technip & Ophrys Editions, propriété de Babylone Groupe.

## Titres de magazines

### Actuellement en kiosque
- Militaire
  - Militaria
  - Raids
  - Raids Aviation
  - Guerre, blindés & matériel
- Véhicules civils
  - Charge Utile
  - Tracteurs
- Maquettisme
  - SteelMasters
  - WingMasters

### Disparus des kiosques
- Tradition
- Hommes de guerre
- Cyberstratège
- Roadmasters
- Dessins et Peintures
- Police Pro
- Tank Zone (TMV)
- Dixième Planète
- Automobilia
- Figurines
- Style Vintage